# Richard Peto
Sir Richard Peto FRS (14 de maig de 1943) és professor d'Epidemiologia i Estadística Mèdica a la Universitat d'Oxford, Anglaterra.
Va anar a la Taunton's School a Southampton i subsegüentment va estudiar Ciències Naturals al Queens'College, Universitat de Cambridge.
La seva carrera ha inclòs col·laboracions importants amb Richard Doll a la Unitat de Recerca Estadística del Consell de Recerca Mèdic a Londres.
Va crear la Unitat de Servei de l'Assaig clínic (CTSU) a Oxford el 1975 i actualment n'és codirector.
Va ser nomenat membre de la Royal Society el 1989 per les seves contribucions al desenvolupament de metanàlisi. És un expert capdavanter en les morts relacionades amb l'ús de tabac.
Va ser nomenat cavaller pels seus serveis a l'epidemiologia i a prevenció de càncer el 1999 i va rebre un Doctorat Honorari en Ciències Mèdiques de la Universitat Yale el 2011.
El seu germà Julian Peto, amb qui ha publicat treballs sobre estadística matemàtica, és també un epidemiòleg distingit. La seva família té un restaurant tailandès al Mercat Cobert d'Oxford, del qual en dirigeix l'empresa matriu.
La paradoxa de Peto porta el seu nom.